# Teatro Nacional de Nigeria
El Teatro Nacional de Nigeria es el principal centro de artes escénicas del país. El edificio está ubicado en Surulere (Lagos) y su construcción se completó en 1976, en preparación para el Festival Mundial de las Artes Negras de 1977.

## Características
El edificio contaba, al momento de su construcción, con un auditorio con capacidad para unas tres mil personas y cincuenta y dos metros de diámetro, además de una sala de conferencias para unos ochocientos asistentes. A su vez, albergaba dos salas de cine, un restaurante y un bar. Fue diseñado y construido por empresas constructoras búlgaras y su arquitectura es similar al Palacio de cultura y deportes de Varna en Bulgaria —terminado en 1968—. El teatro expone obras de artistas nigerianos contemporáneos, con paredes con vidrieras de Yusuf Grillo, esculturas y murales de Lamidi Fakeye y Erhabor Emokpai, entre otros.

## Historia
El gobierno militar de Nigeria bajo el mando de Yakubu Gowon inició la construcción del teatro nacional en 1973, que fue construido y diseñado por la compañía búlgara Technoexportstroy. Su forma se parece al sombrero militar de visera que portaba el general Murtala Mohammed, pero se trata de una coincidencia y una afirmación popular. Las obras estuvieron listas en 1976, y el complejo se preparó para el Festival Mundial de las Artes Negras del año siguiente, que tuvo el objetivo de «promover a los artistas, intérpretes y escritores negros y africanos y facilitar su aceptación mundial y su acceso a los medios globales».
Tanto la crisis económica, la falta de mantenimiento y la mala gestión del sector cultural dejaron al edificio en un estado de abandono parcial. Las instalaciones constituyeron un proyecto fallido: los artistas tuvieron que buscar otra teatro para sus representaciones y los cortes de energía eran comunes. Desde principios de la década de 1990 hasta mediados de la misma se produjo cierto resurgimiento del complejo, ya que empezó a celebrar proyecciones de cine local, lo que aumentó la afluencia de asistentes a sus salas. Sin embargo, la inseguridad de la zona (donde se producían atracos y robos) y el auge de la piratería de películas caseras frenaron su afluencia de público.
En 2005, el presidente Olusegun Obasanjo anunció planes para privatizar el Teatro nacional. Esto desató una controversia entre artistas y dramaturgos nigerianos como Wole Soyinka. El 30 de diciembre de 2014, se informó que el Teatro nacional había sido vendido a un conglomerado con sede en Dubái por la suma de 31.5 mil millones de nairas, y que el edificio se convertiría a un centro comercial libre de impuestos, pero en 2021 finalmente el gobierno federal ordenó que el banco central de Nigeria interviniera la institución.

### Renovación

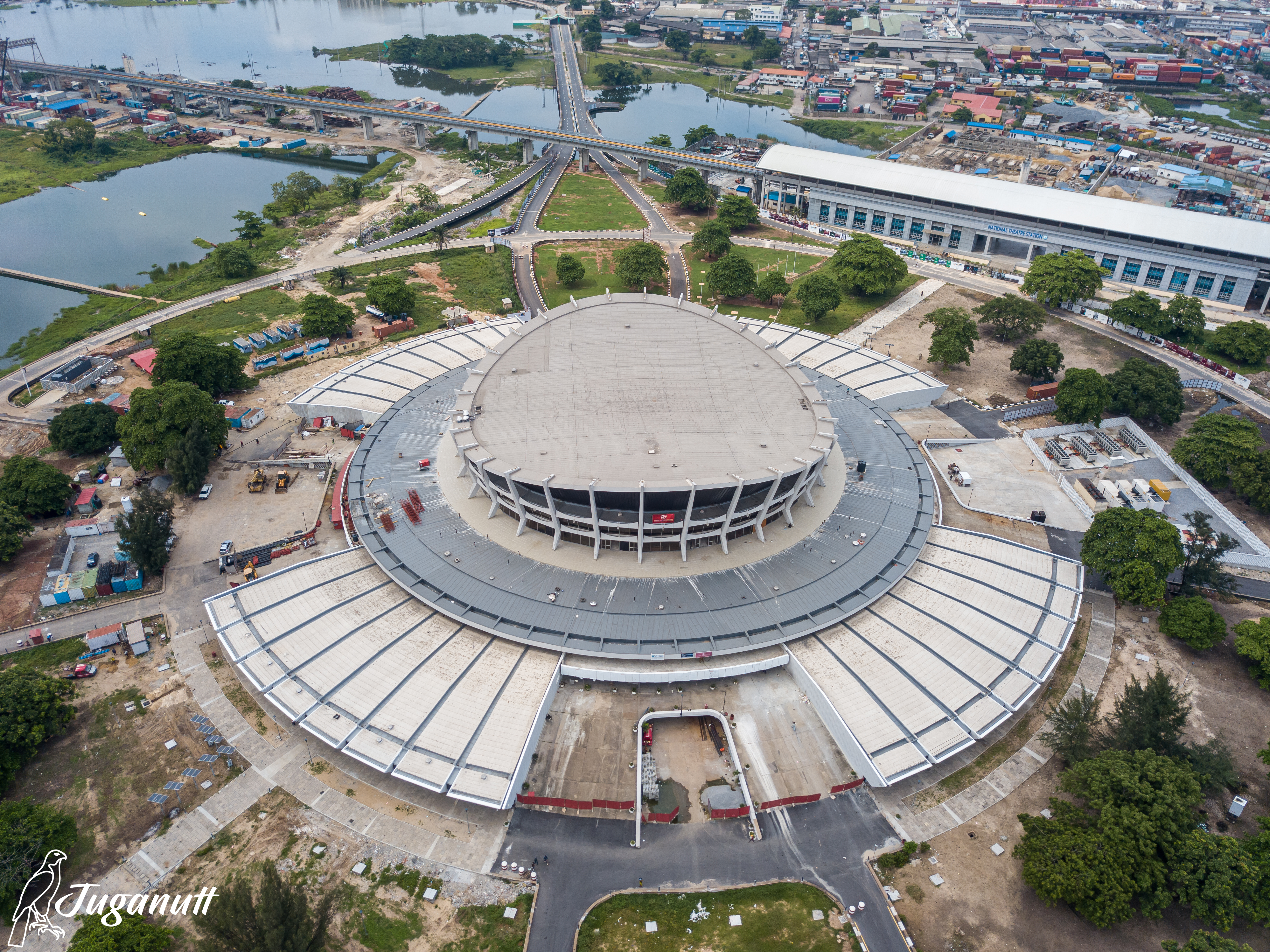
El teatro en 2023, durante la renovación

El 11 de noviembre de 2022 el banco central de Nigeria anunció la renovación de las instalaciones del teatro, con un presupuesto de sesenta y cinco mil millones de naira. La rehabilitación buscó ampliar la capacidad de la sala principal y las salas de cine anexas a cinco mil butacas, además de renovar auditorios y añadir una biblioteca. En el terreno de cuarenta hectáreas también se planificó añadir edificios e instalaciones de apoyo, además de un aparcamiento con doscientas cincuenta plazas.